# 카롤리나 클뤼프트
카롤리나 에벨륀 클뤼프트(스웨덴어: Carolina Evelyn Klüft, 1983년 2월 2일 ~ )는 스웨덴의 육상 선수이자, 7종 경기를 전문적으로 활약하면서 1회의 하계 올림픽 금메달과 3회의 세계 선수권 타이틀을 우승하였다.
산드훌트에서 4녀 중의 둘째로 태어난 클뤼프트의 부친은 축구 선수이고 모친은 멀리뛰기 선수였다. 그녀의 팬들에 의하여 "카로(Carro)"로 알려진 그녀는 가족의 스포츠 선을 따랐다. 1995년 12세의 나이로 청소년 육상 철인3종경기에 나가 2위를 하였으며, 1999년 5월까지 다른 경기에서 패하지 않았다.
클뤼프트는 2000년과 2002년 세계 주니어 7종 경기를 우승하고, 두 번째 승리는 그녀가 태어난 해 이래 서있던 세계 주니어 기록을 깼다.
2004년 아테네 올림픽에서 금메달을 획득하였을 때, 2위를 한 리투아니아의 아우스트라 스쿠이테를 517점 차이로 꺾고 우승함은 스쿠이테의 25위 선수를 앞선 차이보다 더 위대하였다.
이듬해 22세의 나이로 국제 아마추어 육상 연맹의 실외와 실내 선수권과 유럽 선수권을 우승하여, 유럽의 선수들에게 유효한 5개의 육상 타이틀의 "그랜드 슬램"을 우승한 연소자 선수가 되었다. 2006년에는 햄스트링 부상을 겪었으나, 아직도 예테보리에서 열린 유럽 실외 선수권 대회에서 우승을 되풀이할 수 있었다.
2007년 말기에 클뤼프트는 총 45개의 이벤트(실외와 실내)에서 경연하고 6번 밖에 패한 적이 없는 선수로 남아있었다. 이 45명의 경쟁자들이 나간 293개의 구성요소 종목들에서 1번 밖에 완료 실패한 적이 없다.
그녀는 또한 성취된 멀리뛰기 선수이기도 하며, 2004년 개인 전력 6.97m(22 피트, 10.5 인치)를 세워 같은 해에 세계 실내 선수권 대회에서 동메달을 획득하였다.
오사카에서 열린 2007년 세계 육상 선수권 대회에서 역사상 2번째의 최고 득점 7,032점과 함께 7종 경기 3연승을 하였다. 자신의 이전 개인 전력에 31전 향상한 득점은 18년의 세월 안에 최고 득점이었고, 스포츠 사상 처음보는 데서 클뤼프트는 전 소비에트 연방의 라리사 니키티나를 능가하였다. 세계 기록 보유자 미국의 재키 조이너 - 커시 만이 더 높이 득점하였다.